# Розшивка
Розшивка — декоративна техніка вишивання, спосіб маскування рубця.
Ця техніка зовні подібна на змережування. ЇЇ можна відрізнити зі зворотнього боку вишивки. Відміна від змерезування полягає у тому, що при змережуванні поєднуються дві частини полотнища, а при розшивці вишивка наноситься на місце рубця з декоративною метою. На Покутті, особливо в околицях Городнки розшивкою виконують усі рубці, які є на сорочці. Виконання розшивки полягає у виконанні різноманітного плетення ниткою різними техніками: кіска, колосковий шнур, плетінка. Усі вони виконанні темно-червоною ниткою. На Поділлі розшивкою оздоблювали жіночі сорочки на 15—20 см від низу.
В інших місцевостях розшивка скромніша та виконана козликом, однорядним верхоплутом і навіть кривулькою.